# David Lancaster
David Lancaster é um produtor de cinema estadunidense. Foi indicado ao Oscar de melhor filme na edição de 2015 pela realização de Whiplash, ao lado de Jason Blum e Helen Estabrook.

## Filmografia
| Ano  | Título                        | Diretor              |
| ---- | ----------------------------- | -------------------- |
| 1988 | Two Idiots in Hollywood       | Stephen Tobolowsky   |
| 1993 | Quick                         | Rick King            |
| 1996 | Terminal Justice              | Rick King            |
| 1996 | Persons Unknown               | George Hickenlooper  |
| 1998 | The Sadness of Sex            | Rupert Wainwright    |
| 1999 | Loving Jezebel                | Kwyn Bader           |
| 2000 | Second Skin                   | Darrell James Roodt  |
| 2002 | Lone Hero                     | Ken Sanzel           |
| 2003 | Consequence                   | Anthony Hickox       |
| 2004 | A Love Song for Bobby Long    | Shainee Gabel        |
| 2004 | Blast                         | Anthony Hickox       |
| 2004 | Riding the Bullet             | Mick Garris          |
| 2005 | Slipstream                    | David van Eyssen     |
| 2006 | Hollow Man 2                  | Claudio Fäh          |
| 2006 | The Breed                     | Nicholas Mastandrea  |
| 2008 | Middle of Nowhere             | John Stockwell       |
| 2008 | Starship Troopers 3: Marauder | Edward Neumeier      |
| 2009 | The Hole                      | Joe Dante            |
| 2010 | Legion                        | Scott Stewart        |
| 2013 | Evidence                      | Olatunde Osunsanmi   |
| 2013 | Heatstroke                    | Evelyn Maude Purcell |
| 2014 | Lost River                    | Ryan Gosling         |
| 2014 | Nightcrawler                  | Dan Gilroy           |
| 2014 | Whiplash                      | Damien Chazelle      |
| 2015 | No Escape                     | John Erick Dowdle    |
| 2015 | Eye in the Sky                | Gavin Hood           |
| 2016 | Message from the King         | Fabrice Du Welz      |
| 2017 | Small Crimes                  | E. L. Katz           |

## Prêmios e indicações
- Indicado: Oscar de melhor filme - Whiplash (2015)